# Pierre 1er
Pour les articles homonymes, voir Pierre Ier.
Pierre 1er est un voilier trimaran destiné à la course au large. Il est connu pour avoir vu à son bord Florence Arthaud remporter la Route du Rhum en 1990. En 1994, l'homme d'affaires et navigateur Steve Fossett rachète le bateau et le renomme Lakota. L'Américain effectue une série de records et termine la Route du Rhum 1994 à la cinquième place.
Il est renommé successivement Sony puis Pindar en 2001, Sony à nouveau en 2002, Nicator en 2003, Tieto Enator L'Oréal en 2004, Lakota en 2007, Sjovillan en 2008, et enfin Flo en 2022.

## Histoire
Pierre 1er a été construit pour Florence Arthaud en 1989 par le cabinet d'architecte naval VPLP design et les chantiers Jeanneau avec comme investisseur le groupe immobilier Pierre 1er. Il est revendu en 1993 à Steve Fossett qui le rebaptise Lakota, et l'utilise en course. Une réplique sera aussi construite et utilisée dans le film Waterworld en 1995. 
En 2000, l’équipe suédoise Atlant Group le rachète. il est renommé successivement Sony puis Pindar en 2001, Sony à nouveau en 2002, Nicator en 2003, Tieto Enator L'Oréal en 2004, Lakota en 2007 et Sjovillan en 2008,. En 2011, le trimaran est vendu à un Français basé à Hong Kong, qui l'utilise comme bateau de croisière rapide.
En 2022, le voilier est racheté par Philippe Brillault qui le ramène en France et le met à disposition de Philippe Poupon et Géraldine Danon pour la Route du Rhum 2022 sous le nom « Flo », et pour le film Flo sur la vie de Florence Arthaud sorti en 2023.
En octobre 2024, il devient propriété de Emmanuel Le Roch, dirigeant de la société trinitaine Nautic Sport, qui le voue à la location pour des événements de type séminaires.

## Historique en course
En 1990, Florence Arthaud remporte la Route du Rhum à bord de Pierre 1er,.
En 1994, sous le nom de Lakota, Steve Fossett se classe cinquième de la Route du Rhum.
En 2022, il est au départ de la Route du Rhum, sous le nom de Flo, barré par Philippe Poupon.

### Palmarès
- 1990 :
  - 2e Grand Prix de Brest
  - 3e de la Twostar barré par Florence Arthaud et Patrick Maurel
  - vainqueur de la Route du Rhum barré par Florence Arthaud,  en 14 j 10 h 8 min 28 s

- 1991 :
  - 5e du Trophée des Multicoques barré par Florence Arthaud
  - 3e de l'Open UAP - Tour de l'Europe, en multicoques barré par Florence Arthaud

- 1994 : 5e de la Route du Rhum barré par Steve Fossett, en 17 j 8 h 8 min 52 s

- 2022 : 7e sur 17 Rhum Multi de la Route du Rhum, barré par Philippe Poupon en 18 j 19 h 3 min 37 s ; 80e au classement général sur 138 inscrits